# تهران‌پارس
تهرانپارس نام محله ای است که در شرق تهران، پایتخت ایران و در محدوده منطقه ۴ شهرداری تهران و نیز منطقه ۸ شهرداری تهران واقع شده‌است. این محله از سه طرف به پارک ملی خجیر، بوستان‌های جنگلی سرخه حصار، بوستان پلیس ، یاس فاطمی و لویزان، محدود شده است. بر پایه تقسیم‌بندی انجام شده توسط شهرداری تهران، این محله خود شامل دو قسمت تهران‌پارس شرقی و تهران‌پارس‌ غربی است.
تهران‌پارس غربی از غرب به بزرگراه شهید باقری، از شرق به بلوار شاهد (پروین)، از جنوب به خیابان دماوند و از شمال به بزرگراه شهید زین‌الدین محدود می‌شود.
تهران‌پارس شرقی از شرق به خیابان‌های ۱۳۹ و بخشی از خیابان شهید شفیعی مکرم (۱۳۵)، از غرب به بلوار پروین (شاهد)، از جنوب به خیابان طالقانی و از شمال به بزرگراه شهید زین الدین محدود می‌شود. همسایه این محله از شرق، محلات گلشن و جوادیه تهرانپارس هستند. بزرگراه‌هایی چون بزرگراه رسالت (قاسم سلیمانی)، شهید زین الدین، شهید باقری از این منطقه عبور می‌کنند.
از دید مرزبندی با محله‌های پیرامون، تهران‌پارس از شمال با محله‌های کوهسار و قنات کوثر و مجیدآباد، از غرب با اوقاف و نارمک و دردشت و علم‌وصنعت، از جنوب با محلهٔ آشتیانی و از شرق با گلشن و جوادیه در ارتباط است.

## جغرافیا

### خیابان‌ها و میدان‌ها
تهران‌پارس دارای ۶۰ کوچه بلند و افقی می‌باشد که از شماره ۱۰۱ در خروجی خیابان دماوند به میدان شقایق تا ۲۵۰ در بالای بزرگراه زین الدین خیابان استخر به صورت شماره‌های زوج طبقه‌بندی شده‌است. همچنین تهرانپارس دارای ۱۱ خیابان عمودی بوده که به صورت فرد از خیابان ۱۰۳ تا ۱۳۹ نامگذاری شده‌اند. فرعی‌های کادوس (شهید سجده‌ای)، عادل (شهید آهنی آمینه)، زرین (شهید گلشنی)، رشید، رستم، گیو (برادران شهید مظفری) و پارسیان (شهید کمیل میرزازاده)،  ۱۲۱ ( طاهری)   ۱۲۳ ( اخوت )بخشی از این خیابان‌های عمودی هستند که هم‌چنان با نام قدیم خود شناخته می‌شوند. خیابان ۱۳۱ هم‌اکنون به نام شهید شادالویی، خیابان ۱۳۳ به نام شهید شبستری، خیابان ۱۳۵ به نام شهید شفیعی مکرم، و خیابان ۱۳۷ به نام شهید سلطانی نام گذاری شده‌اند.
خیابان تیرانداز ( حدفاصل سه راه تهرانپارس تا فلکه چهارم)
بلوار اصلی تهرانپارس، که دارای ۴ فلکه بود و به شماره خوانده می شد یک خیابان شمالی-جنوبی است که از فلکه چهارم در زیر بزرگراه زین الدین در شمال آغاز شده و تا سه راه تهرانپارس در تقاطع خیابان دماوند منتهی می‌شود و به نام آرش   (پدر هرمز آرش) نامیده شد. بعدها به آرش تیرانداز تغییر یافت و در بین  اهالی تهرانپارس تیرانداز گفته شد. .بعد از انقلاب  این خیابان از تیرانداز به حجر بن عدی و در حال حاضر به نام آیت الله خوشوقت نامیده می‌شود؛ هر چند که در مکالمات روزمره،  بین اهالی هم‌چنان با نام قدیم خود یعنی  تیرانداز شناخته می‌شود. خیابان تیرانداز دارای حاشیه تجاری بوده و به نوعی مرکز خرید ساکنین این منطقه است.
از میدان‌ها  تنها دو فلکه باقی مانده است. فلکهٔ اول تهرانپارس  که اخیرا به فلکه قمر بنی هاشم تغییر نام یافت.  فلکه دوم که با شلوغ شدن محله و افزایش تعداد خودروها  و  دلایل دیگر  راهی جز  تغییر  باقی نگذاشته بود   با اصلاحات  وسیع روبرو شد  که امروز به یک تقاطع بزرگ به نام‌ چهارراه اشراق  با اصلاحات هندسی  تبدیل شده است.  فلکه سوم تهران‌پارس نیز با مصوبه شورای شهر تهران، فلکه سجادیه نامیده می‌شود.  اما  فلکه چهارم که انتهای خیابان تیرانداز بود ،  پس از احداث بزرگراه شهید زین‌الدین، حذف شده‌ و  به یک دور برگردان  تغییر یافت.  همچنین  نقطه اتصال  بزرگراه شهید قاسم سلیمانی و  خیابان تیرانداز  تقاطعی است به نام چهار راه تیر انداز  که  میان فلکه اول و دوم(چهار راه اشراق)  قرار دارد.

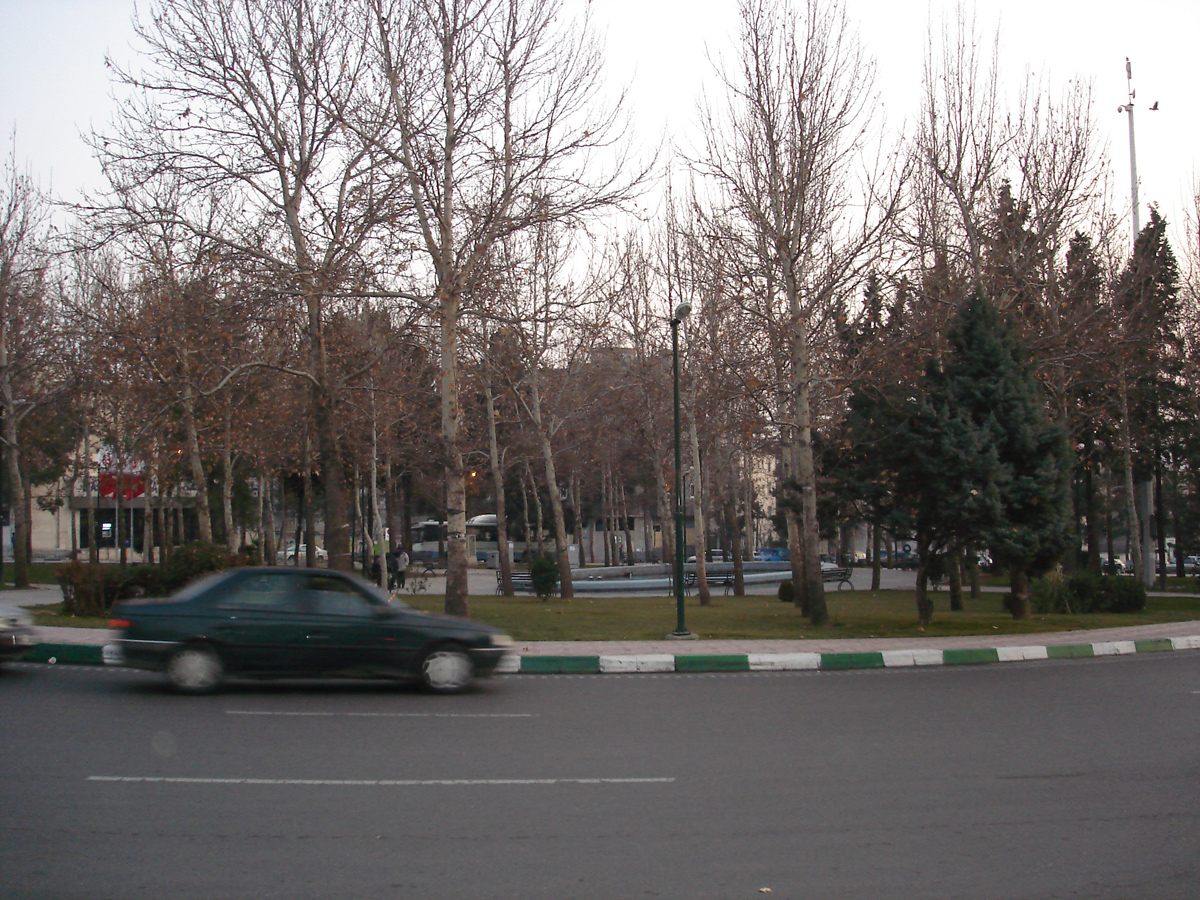
فلکه سوم تهران‌پارس

خیابان مهم و اصلی دیگر، بلوار پروین (شاهد) است که از بزرگراه زین‌الدین در شمال آغاز شده و پس از رسیدن به میدان پروین (تقاطع بلوار پروین و خیابان ۱۹۶ شرقی)، چهارراه سید الشهدا (تقاطع بلوار پروین و خیابان جشنواره) و داشتن تقاطع با بزرگراه شهید قاسم سلیمانی، به انتهای جاده آبعلی و در ادامه به سه راه تهران‌پارس ختم می‌شود.

## پیشینه
در محدوده‌ای که امروزه با نام تهران‌پارس شناخته می‌شود، سال‌ها قبل از تقسیم اراضی آن و انجام خیابان کشی‌های مدرن، چندین روستا و آبادی قرار داشتند که مهدی‌آباد و مجیدآباد از آن جمله‌اند. در سال ۱۳۱۰ شخصی بنام هرمز آرش که یکی از سرمایه داران زرتشتی بود، این زمین‌ها را که ۳۶ میلیون متر مربع وسعت داشتند، از خانواده ابوالقاسم خان بختیار خرید و تهران‌پارس را ساخت همچنین در ابتدای خیابان جشنواره حدود۵۰ متر جلوتر از چهارراه اشراق مدرسه زرتشتیان را بناکرد. پس از آن، تهرانپارس مدرن به دست فرانسویان طراحی شد و به «تهران پاریس» نام‌گذاری شد. در اتوبان شهید باقری به سمت شمال بعداز تقاطع فرجام و باقری آثاری از تهران پاریس همچنان به صورت اسکلت سازی ساختمانی مشخص است. قبل از انقلاب، تهرانپارس محل سکنی تعداد زیادی از امریکاییان مقیم ایران بود که با وقوع انقلاب از کشور خارج شدند.
مهدی‌آباد
این روستا که امروزه هیچ نشانی از آن بر روی نقشه دیده نمی‌شود چندین سال قبل از ساخت و سازهای شهری در دهه ۳۰ خورشیدی، متروکه و مخروبه شده بوده‌است که مورخان علت اصلی آن را خریداری قنات روستا توسط سفارت آمریکا گفته‌اند.
مجیدآباد
مجیدآباد یکی از روستاهای قدیمی شرق تهران بوده‌است و محله امروزی آن، هم چنان با همان نام قدیمی خود روزگار سپری می‌کند. هم‌اکنون پارک پلیس یا همان باغ اناری سابق در این محله هست که سریال قدیمی باغ گیلاس را در این باغ و امارت قدیمی آن فیلم‌برداری نموده‌اند.

## اقتصاد

### مد و پوشاک
فروش پوشاک زنانه و بچه‌گانه با توجه به پیشینه زنجیر تامین وابسته، بخشی قابل توجه از اقتصاد محلی محله را تشکیل می‌دهد. گونه‌های مختلف کفش‌های پاشنه‌بلند و اسپرت زنانه ساخت ایران یا چین در دهه ۱۳۹۰، فروشگاه‌های وابسته در محله را از آن خود کردند. جین، بادی‌سوت و لگ نیز در رده‌های پسین در دهه ۱۳۹۰ قرار داشته‌اند.

### بخش سرگرمی
بخش سرگرمی به ویژه فروش و سرویس‌های پس از فروش گیم و کنسول‌های بازی، در بخش‌هایی از محله درآمدهای پایداری داشته‌اند.

### چرم
چرم، به‌طور ویژه کالاهای تولیدشده توسط صنعت چرم ایران، توانسته‌اند بازارگاهی پرسود در محله داشته باشند. بسیاری از بوت و نیم‌بوت‌های چرم زنانه و بچه‌گانه از طریق فروشگاه‌های وابسته یا نمایندگی رسمی شرکت‌های ایرانی، در محله به فروش می‌رسند. در شرق تهران، این محله یکی از محله‌های مهم برای خرید چکمه چرم زنانه، بچه‌گانه و مردانه ایرانی است.

## خطوط حمل و نقل عمومی
ترابری همگانی این محله دارای ایستگاه‌های خط ۲ مترو (فرهنگسرا به صادقیه) با نام‌های ایستگاه مترو شهید باقری (در تقاطع بزرگراه باقری و رسالت) و ایستگاه مترو تهرانپارس (در تقاطع بزرگراه رسالت و خیابان ۱۲۳) و ایستگاه مترو فرهنگسرا (خیابان جشنواره، مقابل فرهنگسرای اشراق) است.
در این محله اتوبوسرانی تهران دارای خط‌های زیر است:
1. خط ۱۰۱ یا یک اتوبوس‌های تندرو از چهار راه تهرانپارس به پایانه آزادی از سمت فلکه اول تهران‌پارس در مسیر خیابان‌های دماوند و انقلاب و آزادی
2. خط اتوبوس ۲۲۴ پایانه علم و صنعت به پایانه افق (حکیمیه) در مسیر بزرگراه رسالت، خیابان فرجام، چهارراه اشراق (فلکه دوم)، خیابان‌های جشنواره و پروین، میدان استخر، کنارگذر بزرگراه زین الدین، دانشگاه آزاد تهران شمال تا دسترسی‌های محلی حکیمیه
3. خط اتوبوس ۳۸۳ میدان رسالت به شهرک شهید بهشتی در مسیر خیابان فرجام، چهارراه اشراق (فلکه دوم تهرانپارس)، خیابان جشنواره، ایستگاه مترو فرهنگسرا، و خیابان زهدی (امین)، کنارگذر بزرگراه شهید زین الدین، خیابان شهید رجایی (سازمان گوشت)
4. خط اتوبوس ۳۹۶ فلکه سوم تهرانپارس به ابتدای خیابان شهید مطهری در مسیر خیابان‌های ۱۹۶ غربی، دلاوران، هنگام، رسالت، مترو مصلی، میدان آرژانتین و خیابان‌های احمدقصیر، بهشتی و ولیعصر
5. خط اتوبوس ۳۹۹ پایانه علم و صنعت به شهرک شهید بهشتی در مسیر خیابان‌های رسالت، گلبرگ، خوشوقت (حجربن عدی) از فلکه اول، چهارراه اشراق (فلکه دوم)، فلکه سوم و چهارم، پارک پلیس، خیابان‌های توحید، استقلال، استخر و ۲۴۴ شرقی در محله کوهسار (سازمان گوشت)
6. خط اتوبوس ۴۰۰ پایانه علم و صنعت به دانشگاه امام حسین در مسیر بزرگراه رسالت، خیابان فرجام، چهارراه اشراق (فلکه دوم)، خیابان‌های جشنواره و دماوند، سازمان آب تا دسترسی‌های محلی حکیمیه، دانشگاه آزاد تهران شمال، ضلع شمال بزرگراه بابایی و شهرک شیردم و دانشگاه
7. خط اتوبوس ۴۰۲ چهار راه تهرانپارس به شهرک پارس در مسیر فلکه اول، خیابان‌های خوشوقت، بزرگراه رسالت، ایستگاه مترو تهرانپارس، بلوار پروین، میدان استخر، بلوار استقلال و پارک پلیس[۱۰]

## مراکز و اماکن مهم
- بوستان یاس فاطمی
- پارک جنگلی لویزان ، باغ پرندگان تهران
- بوستان جنگلی سرخه حصار
- بوستان پلیس (باغ اناری سابق)
- مرکز خرید سپید
- مرکز خرید سیوان
- مرکز خرید پارسیان
- پردیس سینمایی نارسیس و مرکز خرید نارسیس
- مرکز خرید و تفریحی و باشگاه بولینگ برج آناهید
- هتل شهر
- رستم باغ (ویژه زرتشتیان)
- فرهنگ‌سرای طبیعت (اشراق)
- موزه گرافیک ایران (عمارت ارباب هرمز)
- بیمارستان (زایشگاه) آرش
- بیمارستان تهران‌پارس
- مجموعه ورزشی شهید عراقی
- مجموعه ورزشی آزادگان

## نگارخانه

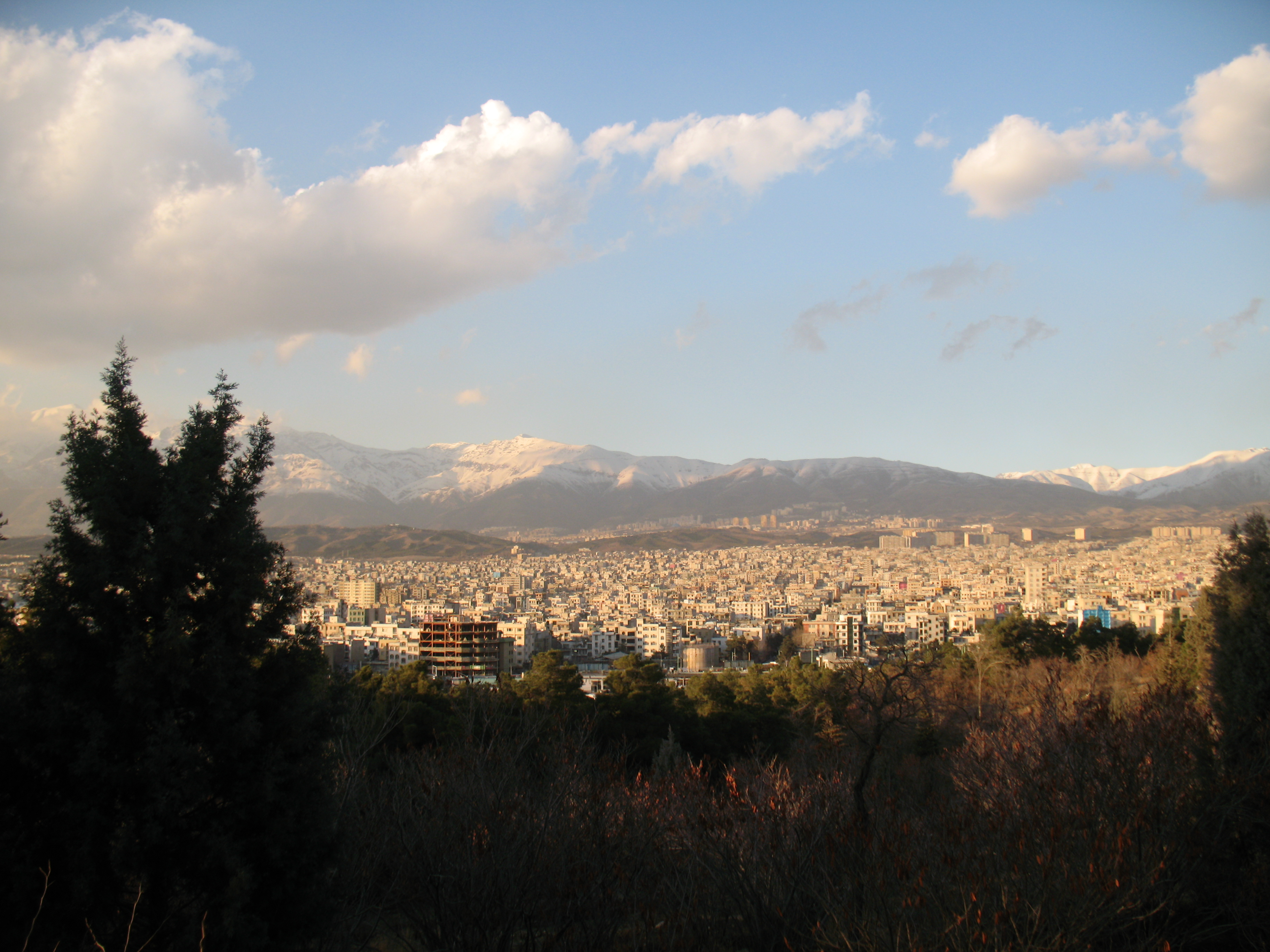
دورنمای تهرانپارس از فراز تپه‌های پارک جنگلی سرخه حصار
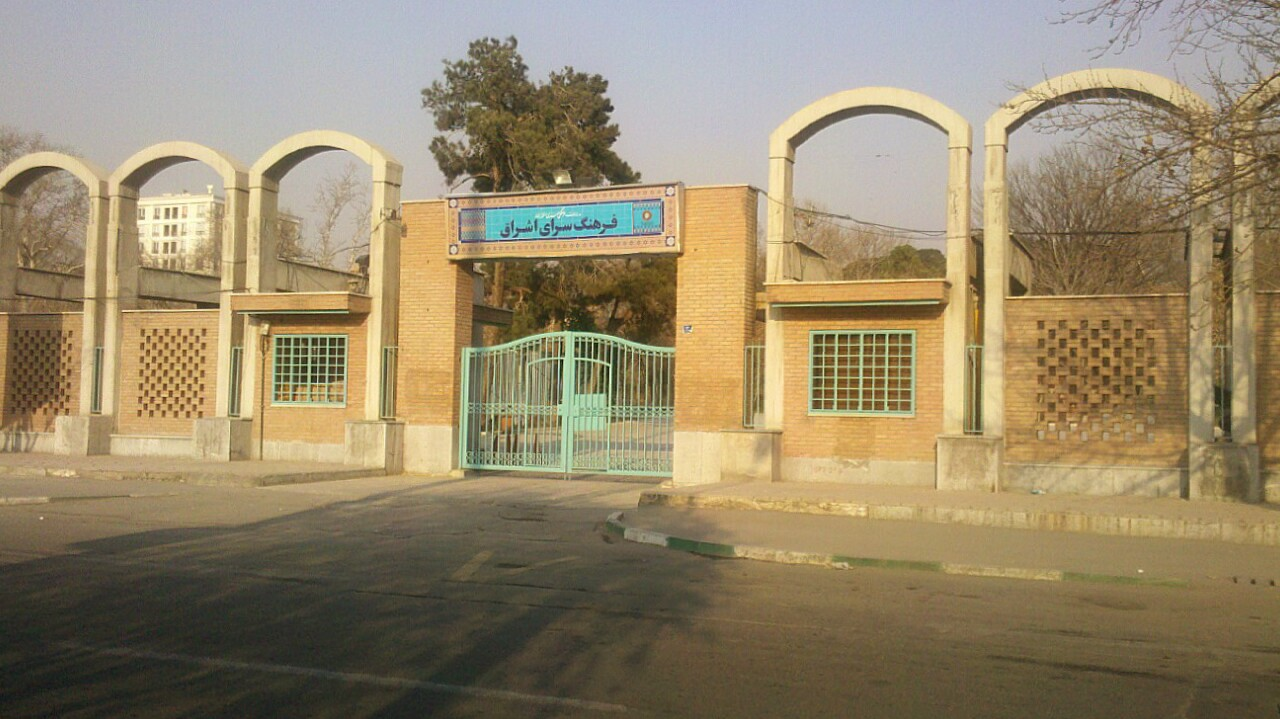
فرهنگسرای اشراق در شرق تهران‌پارس
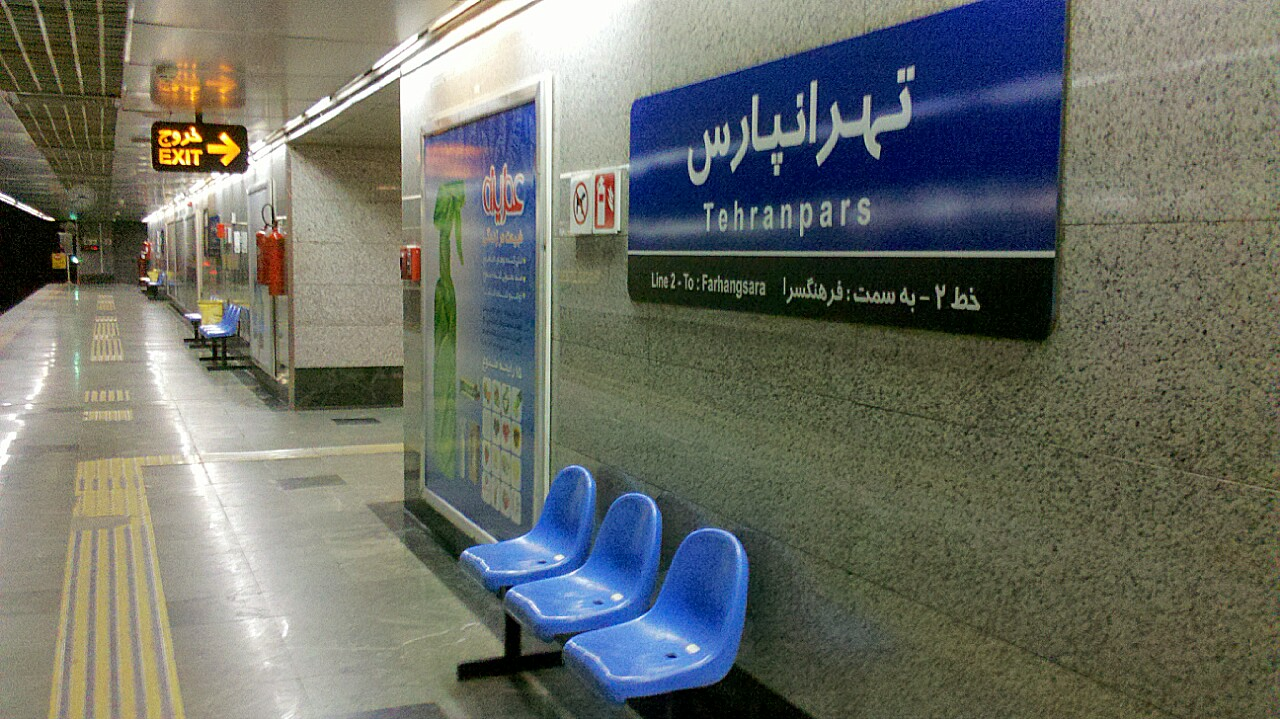
نمای سکوی ایستگاه متروی تهران‌پارس
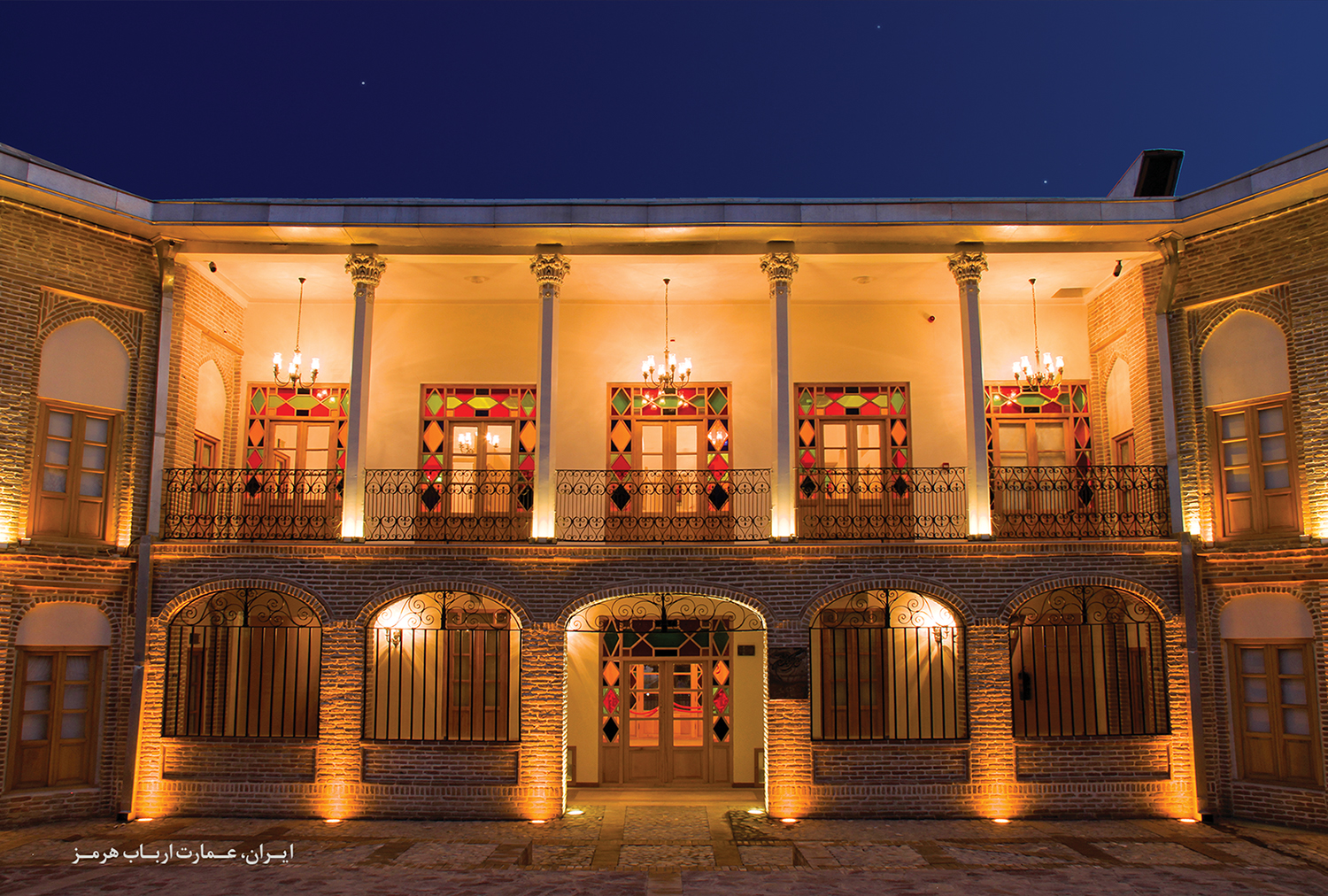
عمارت ارباب هرمز
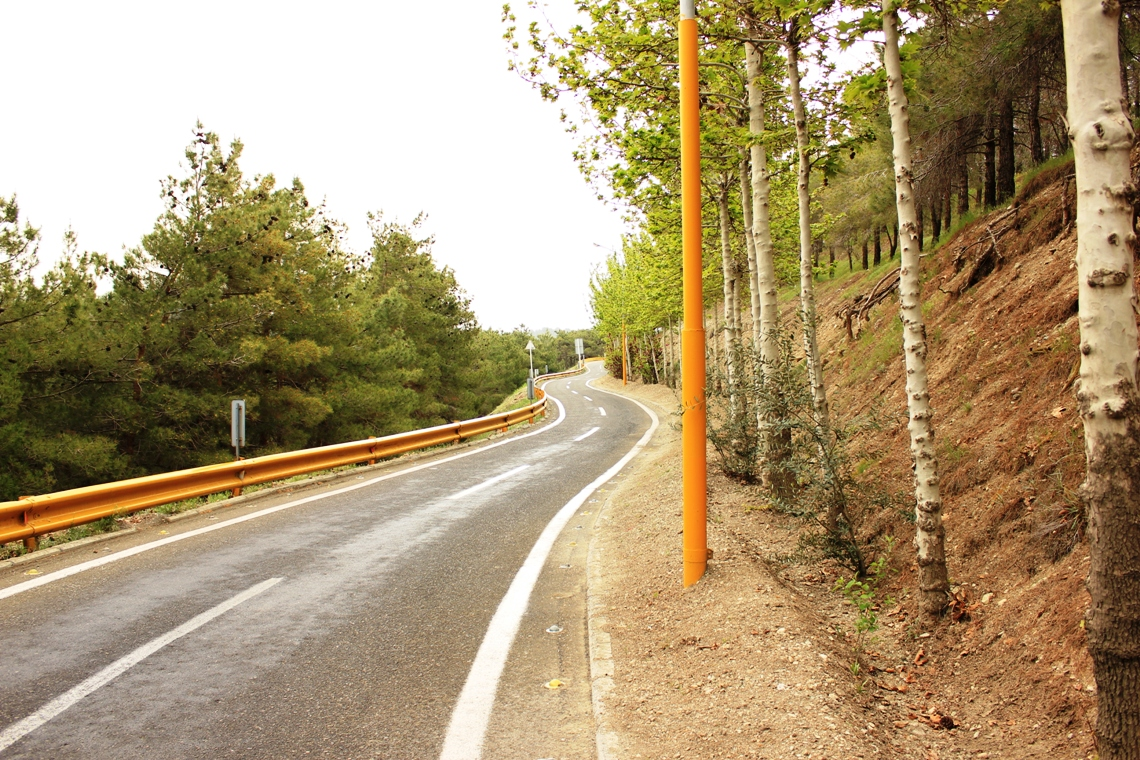
پارک جنگلی لویزان
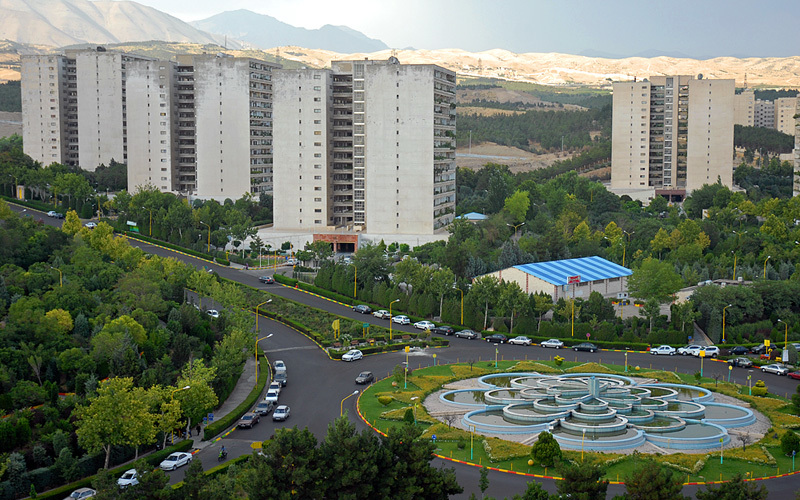
شهرک امید